# Mario Rojas Espino
Mario Roberto Rojas Espino es un guatemalteco destacado en la Gestión Ambiental y la Administración de Recursos Naturales. Su carrera ha estado marcada por importantes contribuciones a la Sostenibilidad y la Protección del Medio ambiente en Guatemala. Entre 2020 y 2022, se desempeñó como Ministro de Ambiente y Recursos Naturales (Guatemala), donde implementó políticas clave para mejorar la Gestión de los Recursos Naturales del país. Actualmente, es miembro activo de la Cámara de Comercio Guatemalteco-Americana, donde continúa trabajando en temas relacionados con el medio ambiente.

## Educación
Rojas Espino se graduó en Administración de Empresas por la Universidad Rafael Landívar. Además, completó una especialización en Dasonomía en la Escuela Nacional Central de Agricultura (Villa nueva), con un enfoque en la Gestión Forestal y la Ecología. Esta combinación de conocimientos en Negocios y Ciencias Ambientales le permitió desarrollar una carrera sólida en la Administración Sostenible de los Recursos Naturales.

### Trayectoria Profesional

#### Ministro de Ambiente y Recursos Naturales (2020-2022)
Durante su mandato como Ministro de Ambiente y Recursos Naturales, Rojas Espino promovió diversas reformas y proyectos de relevancia. Una de sus acciones más destacadas fue la creación del Vice ministerio del Agua, cuyo propósito era mejorar la gestión de los recursos hídricos de manera más eficiente y sostenible. También fue responsable de la implementación del Acuerdo Gubernativo 164-202, una normativa integral sobre la gestión de residuos sólidos comunes. Esta regulación abarca desde la generación de residuos hasta su disposición final, involucrando a las 340 municipalidades del país en su ejecución.

#### Presidente de la Filial de Santa Rosa de la Cámara de Comercio de Guatemala (2015-2020)
Durante su tiempo al frente de la filial de Santa Rosa de la Cámara de Comercio de Guatemala, Rojas Espino se dedicó a fomentar el crecimiento económico de la región. Impulsó la creación de alianzas entre empresas locales e internacionales y promovió la recolección de datos empresariales con el objetivo de fortalecer la economía regional, liderando iniciativas estratégicas orientadas al desarrollo local.

### Iniciativas y Proyectos Claves

#### Iniciativa REDD+ y Acuerdo de Carbono con el Banco Mundial
Rojas Espino fue clave en la negociación de un acuerdo valorado en 52.5 millones de dólares con el Fondo de Carbono del Banco Mundial para llevar a cabo el Programa REDD+ (Reducción de Emisiones por Deforestación y Degradación Forestal). Este acuerdo busca mitigar la emisión de carbono en 10.5 millones de toneladas y promover la conservación de áreas forestales, en particular en el departamento de Petén, donde se logró la protección de más de 500,000 hectáreas de bosque natural. 

#### Programa de Reforestación en la Reserva de la Biosfera Maya
Durante su administración, impulsó un programa de reforestación que abarcó más de 500,000 hectáreas en la Reserva de la Biósfera Maya, una de las áreas más importantes en términos de biodiversidad de Guatemala. El programa también incluyó la participación de comunidades locales en actividades de manejo forestal sostenible, con el objetivo de restaurar los ecosistemas degradados y contribuir a la lucha contra el cambio climático.

#### Plataforma Electrónica BIA-WEB
Rojas Espino dirigió el desarrollo de la Plataforma Digital BIA-WEB para optimizar y hacer más transparente el manejo de los trámites administrativos dentro del Ministerio de Ambiente y Recursos Naturales. Esta herramienta está diseñada para simplificar la gestión de permisos ambientales, en particular aquellos relacionados con actividades de bajo impacto, reduciendo la burocracia y acelerando los procesos administrativos.

#### Presidencia de la Comisión Centroamericana de Ambiente y Desarrollo (CCAD)
En su rol de presidente de la Comisión Centroamericana de Ambiente y Desarrollo (CCAD), Rojas Espino impulsó la colaboración entre los países de la región para abordar temas ambientales. Su enfoque incluyó fortalecer la resiliencia ante el cambio climático, la conservación de la biodiversidad y la implementación de estrategias de adaptación climática a nivel regional.

#### Participación en Foros Internacionales
Rojas Espino representó a Guatemala en diversos foros internacionales, como la Conferencia de las Naciones Unidas sobre el Cambio Climático (COP26) y la Conferencia de las Naciones Unidas sobre los Océanos. En estos espacios, defendió la importancia de la cooperación global y la necesidad de un mayor financiamiento para los países en desarrollo en la lucha contra el cambio climático. 

Además, Rojas Espino ha sido autor y coautor de diversas publicaciones sobre cambio climático y sostenibilidad. Entre sus trabajos más notables se encuentran: 
- Tercera Comunicación Nacional de Cambio Climático de Guatemala: Documento presentado ante la Convención Marco de las Naciones Unidas sobre el Cambio Climático (CMNUCC).
- Planes de Adaptación Climática (2021): Desarrollados en colaboración con la  Secretaría de Planificación y Programación de la Presidencia (Segeplan) y Rainforest Alliance, centrados en la gestión de recursos forestales e hídricos.
- Estrategia de Desarrollo con Bajas Emisiones: Propuesta para reducir las emisiones de gases de efecto invernadero en sectores clave como la energía, el transporte y la industria.
- Iniciativa 20×20': Rojas Espino participó en la Iniciativa 20×20, un esfuerzo regional para restaurar 20 millones de hectáreas de tierra en América Latina para el 2020. Bajo su liderazgo, Guatemala se comprometió a restaurar 1.2 millones de hectáreas, integrando la conservación del suelo y la reforestación para mejorar la seguridad alimentaria y la adaptación al cambio climático. [9] [10]

### Participación en Delegaciones Internacionales
Rojas Espino ha representado a Guatemala en numerosos foros internacionales relacionados con el medio ambiente. Algunos de los más destacados incluyen:
- Conferencia de las Naciones Unidas sobre los Océanos (2022): Donde participó en diálogos interactivos sobre la conservación marina.
- Reunión del Foro de Ministros de Medio Ambiente de América Latina y el Caribe: En el marco de la . Asamblea de las Naciones Unidas para el Medio Ambiente (UNEA).
- Conferencia de las Naciones Unidas sobre el Cambio Climático (COP26): Celebrada en Glasgow, Escocia, donde compartió las experiencias de Guatemala en la lucha contra el cambio climático.
- Presidencia Pro Tempore de la Comisión Centroamericana de Ambiente y Desarrollo (CCAD): Desde este cargo, promovió acciones estratégicas para la gestión de los recursos hídricos y la restauración forestal en la región.

### Actualidad
En la actualidad, Mario Rojas Espino es asesor senior de la Fundación para el Desarrollo de Zonas Secas y Semiáridas de Mesoamérica (FUNDESEM) y sigue comprometido con el desarrollo sostenible y la protección ambiental en Guatemala. Además, continúa su participación activa en la Cámara de Comercio Guatemalteco-Americana, donde representa los intereses.